# 3320 Namba
3320 Namba eller 1982 VZ4 är en asteroid i huvudbältet som upptäcktes den 14 november 1982 av de båda japanska astronomerna Hiroki Kōsai och Kiichirō Furukawa vid Kiso-observatoriet i Japan. Den har fått sitt namn efter en stadsdel i den japanska staden Osaka.
Asteroiden har en diameter på ungefär 6 kilometer.